# 善財龍女寶卷
《善才龍女寶卷》是描述觀音如何收服兩名侍者（善才與龍女）與白鸚鵡的寶卷故事。

## 內容概要
寶卷故事發生在九世紀唐僖宗乾符年間。漢陽的陳宰相年過五十尚無兒子，因此偕同妻子前往普陀向南海大士求子。由於他命中註定無子，觀音便賜給他一位賜福天官座下的侍童—招財童子做兒子，讓陳宰相可以因兒子未來的開悟而獲益。
黃龍真人是妙善的摯友，也是十七世紀時結合「先天道」經典—《觀音濟度本願真經》的主角。觀音請黃龍真人出現在靠近男孩家的洞窟，成為他的師父，並為他取名「善財」。三年過去了，善財的表現很好，也不曾回家。為了要測試他的道心，師父佯稱要出外訪友，交待善財照料洞窟內外諸事。恰巧這天是善財的父親六十大壽前夕，寂寞的善財決定回家探望父親，但是，就在他離山之前，便聽到一個蟒蛇扮的女孩哭著求助，等到善財解救她之後，女孩回復成大蟒蛇，並揚言因為她已經餓了十八年，要吃掉善財。善財與蟒蛇為了人是該「以德報德」或該「以怨報德」的問題討論了很久，他們請很多人作證，其中包括莊子，最後觀音救了善財，並且用計使蟒蛇爬回先前曾關著牠的小瓶子裡，然後觀音將瓶子放在潮音洞內（普陀山兩個有名的洞窟之一，朝聖者會到這裡祈求親睹觀音），並告訴蟒蛇要淨化心中的毒素。蟒蛇因此修鍊七年，轉化為龍女，充滿毒素的心也淨化為獻給觀音的夜明珠，同時觀音也收服了白鸚鵡。
《善才龍女寶卷》將《鸚哥寶卷》的故事縮簡成數頁的篇幅，它的結語這麼說：
　菩薩站在鰲頭之上，善才腳踏蓮花，冉冉竟望紫竹林而來，又見，白鸚鵡口啣念珠從空飛來迎接菩薩。至今留此一幅畫圖在世。